# Aprendiz Celebridades
Aprendiz Celebridades foi a 10.ª temporada do reality show O Aprendiz, exibida no Brasil pela Rede Record entre 22 de abril de 2014 e 3 de julho do mesmo ano. Mais uma vez apresentada pelo empresário Roberto Justus, a atração desta vez não envolveu profissionais anônimos disputando um contrato de emprego, e sim celebridades competindo por um prêmio. O consultor do Sebrae Renato Santos, que participou da temporada anterior como conselheiro, retornou ao posto, desta vez juntamente com o diretor de teatro Cacá Rosset. Justus também teve o público do programa como seu terceiro conselheiro através da internet, enviando perguntas para os participantes. O Reality chamou atenção entre outras coisas, pela participação de duas Socialites que facilitavam as negociações e traziam experiência financeira aos grupos, além disos ambas protagonizaram momentos hilários: Andrea de Nobrega e Beth Szafir.
A vencedora da temporada, Ana Moser, recebeu um milhão de reais para si mesma e uma quantia de 828 mil reais (valor arrecadado ao longo das tarefas do programa) para presentear uma instituição de caridade de sua preferência. A edição teve 22 episódios, exibidos às terças e quintas.

## Candidatos
Aprendiz Celebridades trouxe um elenco composto por quinze participantes, o menor número entre todas as temporadas. Uma dinâmica preliminar selecionou os dois primeiros líderes da temporada, que puderam formar suas próprias equipes. A mesma dinâmica eliminou a atriz Alexia Dechamps antes do início da disputa.
A edição apresentou ainda o Desafio do Líder, um exercício disputado antes de cada tarefa pelos líderes de equipe e que garante ao vencedor uma vantagem competitiva à sua equipe na tarefa. Outra vantagem para a equipe vencedora era a possibilidade de assistir à Sala de Reunião dos oponentes na "Sala dos Vencedores".
O histórico corporativo da edição culminou em um resultado favorável de 5–4 para a Next sobre a Fênix. Pela primeira vez na história do programa, a tarefa final foi disputada por três candidatos: Ana Moser, que venceu a edição, terminou a disputa com o histórico corporativo de 5–3 e um recorde de liderança de 1–1. Seus adversários finais, Amon Lima e Christiano Cochrane, concluíram o programa respectivamente com os históricos corporativos de 4–5 e 5–4 e os recordes de liderança de 2–0 e 2–1.
| Celebridade         | Ocupação                 | Equipe original | Idade | Origem         | Instituição filantrópica                  | Resultado                           |
| ------------------- | ------------------------ | --------------- | ----- | -------------- | ----------------------------------------- | ----------------------------------- |
| Ana Moser           | Ex-jogadora de vôlei     | Next            | 44    | Blumenau       | Instituto Esporte & Educação              | Vencedora (03–07–2014)              |
| Amon Lima           | Violinista               | Fênix           | 37    | Porto Alegre   | Associação Nosso Sonho                    | Finalista² (03–07–2014)             |
| Christiano Cochrane | Ator / Apresentador      | Next            | 42    | Rio de Janeiro | Instituto Ronald McDonald                 | Finalista² (03–07–2014)             |
| Priscila Machado    | Modelo                   | Next            | 28    | Canoas         | Instituto do Câncer Infantil RS           | Demitida na tarefa 10¹ (26–06–2014) |
| Beth Szafir         | Socialite                | Fênix           | 65    | São Paulo      | Projeto Pró Ela                           | Demitida na tarefa 10¹ (26–06–2014) |
| Raul Boesel         | Piloto de corrida        | Fênix           | 56    | Curitiba       | Centro Infantil Boldrini                  | Demitido na tarefa 9 (19–06–2014)   |
| Andréa de Nóbrega   | Atriz / Apresentadora    | Next            | 45    | São Paulo      | GRAACC                                    | Demitida na tarefa 8 (12–06–2014)   |
| Michele Birkheuer   | Modelo / Empresária      | Fênix           | 34    | Passo Fundo    | Clube dos Amigos e Protetores dos Animais | Demitida na tarefa 7 (05–06–2014)   |
| Mônica Carvalho     | Atriz                    | Fênix           | 43    | Rio de Janeiro | Fraternidade do Amor                      | Demitida na tarefa 6 (29–05–2014)   |
| Nahim               | Cantor                   | Next            | 61    | Miguelópolis   | Lar Escola Cairbar Schutel                | Demitido na tarefa 5 (22–05–2014)   |
| Pedro Nercessian    | Ator / Produtor cultural | Fênix           | 28    | Rio de Janeiro | Retiro dos Artistas[ligação inativa]      | Demitido na tarefa 4 (15–05–2014)   |
| Maria Cândida       | Jornalista               | Next            | 42    | São Paulo      | Instituto Verdescola                      | Demitida na tarefa 3 (08–05–2014)   |
| Kid Vinil           | Músico / Cantor          | Next            | 59    | Cedral         | Associação LARAMARA                       | Demitido na tarefa 2 (01–05–2014)   |
| Nico Puig           | Ator / Designer          | Fênix           | 41    | São Paulo      | Asilo O Raiar do Sol[ligação inativa]     | Demitido na tarefa 1 (24–04–2014)   |
| Alexia Dechamps     | Atriz                    |                 | 45    | Buenos Aires   | Instituto Renctas[ligação inativa]        | Eliminada (22–04–2014)              |

Nota 1: Justus demitiu duas candidatas na tarefa 10. Beth Szafir foi demitida primeiro.

Nota 2: Ao concluir a Final, Justus somente anunciou a vitória de Ana Moser, eliminando Amon Lima e Christiano Cochrane ao mesmo tempo.

## Episódios

### Episódio 1 (22–04–2014)
Dinâmica preliminar
- Objetivo da dinâmica: Em um picadeiro, os candidatos deveriam, num curto período de tempo, entreter os espectadores através de improviso.
- Vencedores da dinâmica: Nahim e Nico Puig
  - Prêmio: Os dois candidatos se tornaram os primeiros líderes da temporada e puderam formar suas equipes.
- Perdedoras: Ana Moser, Alexia Dechamps e Beth Szafir
- Motivo da derrota: As participantes não fizeram bom uso do pouco tempo disponível e foram apontadas como tendo as piores performances entre os 15 candidatos.
  - Indicadas para a Sala de Reunião: Ana Moser, Alexia Dechamps e Beth Szafir
  - Opinião dos Conselheiros: Rosset e Santos optaram pela eliminação de Alexia Dechamps, por ter assumido uma postura pessimista nos exercícios realizados por Justus durante a Sala de Reunião.
- Eliminada: Alexia Dechamps, por demonstrar insegurança durante o processo.

Desafio do Líder
- Líder da Equipe Next: Nahim[9]
- Líder da Equipe Fênix: Nico Puig[9]
- Desafio do Líder: Realizar uma série de exercícios envolvendo conhecimentos sobre frutas e verduras.
- Vencedor: Nahim
- Observações:
  - As três participantes indicadas para a Sala de Reunião não participaram da primeira tarefa, pois a escolha de quem deixaria o programa foi feita em paralelo. Ana Moser e Beth Szafir integraram as equipes já existentes a partir da segunda tarefa.
  - Alexia Dechamps foi eliminada ao invés de demitida, pois deixou o programa antes da competição se iniciar.

### Episódio 2 (24–04–2014)
Tarefa 1
- Objetivo da tarefa: Arrecadação de dinheiro através de venda de alimentos em feira livre.[9]
  - Vantagem competitiva: R$ 2500,00 para compra de alimentos adicionais na tarefa (Next).
- Equipe vencedora: Next[9]
- Equipe perdedora: Fênix[9]
- Motivo da derrota: As duas equipes pecaram por não investir toda a verba disponibilizada para a realização da tarefa, mas a Fênix acabou arrecadando menos dinheiro nas vendas.[9]
  - Indicados para a Sala de Reunião: Nico Puig, Amon Lima e Pedro Nercessian[9]
  - Opinião dos Conselheiros: Rosset indicou Amon Lima para a demissão pela pouca presença na tarefa. Santos, por sua vez, se mostrou mais incomodado com a postura questionadora de Pedro Nercessian.
- Demitido: Nico Puig, por não ter desempenhado um papel firme de liderança.[9]

### Episódio 3 (30–04–2014)
Tarefa 2 (1ª parte)
- Reestruturação de equipes: Beth Szafir e Ana Moser retornam à competição. Ana Moser foi escolhida por Christiano Cochrane para participar da Next e Beth Szafir se integrou à Fênix.
- Líder da Equipe Next: Christiano Cochrane
- Líder da Equipe Fênix: Amon Lima
- Desafio do Líder: Bateria de testes físicos e de raciocínio em campo militar.
  - Vencedor: Christiano Cochrane

### Episódio 4 (01–05–2014)
Tarefa 2 (2ª parte)
- Objetivo da tarefa: Troca sucessiva de objetos ou serviços em busca de maior valor agregado, começando com um dedal.
- Vantagem competitiva: Diminuição do número mínimo exigido de trocas de 10 para 8 (Next).
- Equipe vencedora: Fênix
- Equipe perdedora: Next
- Motivo da derrota: A equipe entregou como resultado final uma campanha de uma apresentadora de TV avaliada em R$ 1 milhão por sua empresária; porém, esta campanha teria sido feita gratuitamente para uma instituição de caridade.
  - Indicados para a Sala de Reunião: Christiano Cochrane, Nahim e Kid Vinil
  - Opinião dos Conselheiros: Santos aconselhou Justus a demitir Kid Vinil por falta de contribuição na tarefa. Já Rosset preferiu a demissão de Nahim pela dificuldade de ser liderado.
- Demitido: Kid Vinil, por apresentar um perfil menos enfático do que os outros candidatos.

### Episódio 5 (06–05–2014)
Tarefa 3 (1ª parte)
- Líder da Equipe Next: Ana Moser
- Líder da Equipe Fênix: Raul Boesel
- Desafio do Líder: Completar sete obstáculos de olhos vendados no menor tempo possível, com a orientação dos outros membros da equipe.
  - Vencedora: Ana Moser

### Episódio 6 (08–05–2014)
Tarefa 3 (2ª parte)
- Objetivo da tarefa: Vender produtos inusitados em apenas 12 horas.
- Vantagem competitiva: Prazo maior para cumprir a prova, com mais 2 horas (Next).
- Equipe vencedora: Fênix
- Equipe perdedora: Next
- Motivo da derrota: A equipe não aproveitou todo o tempo disponível para realizar a prova e não se preocupou com planejamento prévio.
  - Indicados para a Sala de Reunião: Ana Moser, Maria Cândida e Nahim
  - Opinião dos Conselheiros: Rosset e Santos apontaram Maria Cândida como a candidata a ser demitida por pouca presença ao longo da edição.
- Demitida: Maria Cândida, por demonstrar uma apatia na execução das tarefas que não combinava com sua personalidade.
- Observações:
  - Na segunda parte da Sala de Reunião, Justus decidiu poupar Ana Moser pelo seu bom desempenho no Desafio do Líder e a enviou de volta ao hotel.

### Episódio 7 (13–05–2014)
Tarefa 4 (1ª parte)
- Líder da Equipe Next: Priscila Machado
- Líder da Equipe Fênix: Pedro Nercessian
- Desafio do Líder:  Completar um percurso de carro em marcha-ré em menos tempo, com 6 paradas para um membro da equipe responder uma pergunta.
  - Vencedora: Priscila Machado

### Episódio 8 (15–05–2014)
Tarefa 4 (2ª parte)
- Objetivo da tarefa: Participar de três situações cotidianas de um navio da Marinha Brasileira (Navio-Patrulha Oceânico "Amazonas"). As equipes seriam julgadas em notas de 0 a 10 pelos oficiais do navio.
- Vantagens competitivas: 15% de pontos a mais no resultado final e a possibilidade de escolha do início da tarefa (Next).
- Equipe vencedora: Next
- Equipe perdedora: Fênix
- Motivo da derrota: Resultado final inferior ao da equipe vencedora.
  - Indicados para a Sala de Reunião: Pedro Nercessian, Amon Lima e Raul Boesel (originalmente Michele Birkheuer).
  - Opinião dos conselheiros: Ambos os conselheiros optaram pela demissão de Pedro Nercessian, por falhas na liderança e por indicar erroneamente os participantes da Sala de Reunião.
- Demitido: Pedro Nercessian, por detalhes negativos em sua participação nas quatro tarefas já realizadas.
- Observações:
  - A equipe que mais acumulou pontos durante a tarefa foi a Fênix, mas, devido à vantagem competitiva do Desafio do Líder, a Next foi a vencedora do desafio.
  - Originalmente, Pedro Nercessian escolheu indicar Amon Lima e Michele Birkheuer para a segunda parte da Sala de Reunião. Porém, antes disso acontecer, Justus exibiu um depoimento, no qual o comandante do navio declarou que Michele tinha sido a melhor participante entre as duas equipes a executar a tarefa. Assim sendo, Justus decidiu poupá-la da eliminação e ordenou que Nercessian escolhesse um novo concorrente para voltar à sala (Raul Boesel).

### Episódio 9 (20–05–2014)
Tarefa 5 (1ª parte)
- Líder da Equipe Next: Andréa de Nóbrega[10]
- Líder da Equipe Fênix: Beth Szafir[10]
- Desafio do Líder: Completar um labirinto virtual utilizando a equipe para decifrar os caminhos corretos através de símbolos encontrados no caminho.[10]
  - Vencedora: Andréa de Nóbrega[10]

### Episódio 10 (22–05–2014)
Tarefa 5 (2ª parte)
- Objetivo da tarefa: Divulgar uma marca de chocolates com ações de marketing nas ruas de São Paulo.[11]
  - Vantagem competitiva: 10% de vantagem na pontuação das ações (Next).
- Equipe vencedora: Fênix[11]
- Equipe perdedora: Next[11]
- Motivo da derrota: As ações escolhidas pela equipe não foram as mais adequadas e a marca foi utilizada de forma inadequada no material gráfico produzido.[11]
  - Indicados para a Sala de Reunião: Andréa de Nóbrega, Ana Moser e Nahim[11]
  - Opinião dos Conselheiros: Andréa de Nóbrega foi apontada por Rosset, pela incapacidade de administrar Nahim durante a execução da tarefa. Santos preferiu indicar Nahim por ser impossível de liderar.
- Demitido: Nahim, por não se mostrar disponível para trabalhar em equipe e não aproveitar as chances recebidas anteriormente.[11]

### Episódio 11 (27–05–2014)
Tarefa 6 (1ª parte)
- Líder da Equipe Next: Christiano Cochrane
- Líder da Equipe Fênix: Mônica Carvalho
- Desafio do Líder: Realizar uma caçada pelos participantes da equipe na cidade de São Paulo através de mensagens enigmáticas.
  - Vencedor: Christiano Cochrane

### Episódio 12 (29–05–2014)
Tarefa 6 (2ª parte)
- Objetivo da tarefa: Promover um jogo de futebol beneficente entre celebridades e administrar um camarote para uma marca de cerveja. As duas equipes também devem atrair público para o jogo.[12]
- Vantagem competitiva: Três celebridades previamente fornecidas para o time e acréscimo de 5% sobre o público convidado para a partida (Next).
- Equipe vencedora: Next[12]
- Equipe perdedora: Fênix[12]
- Motivo da derrota: A decoração e o serviço do camarote foram criticados, a equipe atraiu menor público para a partida, a ideia de levar a bateria de uma escola de samba foi criticada e houve uma tentativa de distribuir brindes de outra empresa que não a cervejaria patrocinadora.[12]
  - Indicados para a Sala de Reunião: Mônica Carvalho, Amon Lima e Michele Birkheuer[12]
  - Opinião dos Conselheiros: Ambos optaram pela indicação de Mônica Carvalho, pela falta de uma maior organização de sua equipe como líder.
- Demitida: Mônica Carvalho, por seu fraco desempenho do Desafio no Líder e pelas falhas de liderança que levaram à derrota da equipe na prova.[12]
- Observação:
  - Nahim, que integrava a equipe Next quando foi demitido na prova anterior, foi uma das celebridades selecionadas para o time montado pela equipe rival (Fênix).

### Episódio 13 (03–06–2014)
Tarefa 7 (1ª parte)
- Líder da Equipe Next: Ana Moser
- Líder da Equipe Fênix: Michele Birkheuer
- Desafio do Líder: Realizar um conjunto de 6 etapas em um hotel fazenda.[13]
  - Vencedor: Ana Moser

### Episódio 14 (05–06–2014)
Tarefa 7 (2ª parte)
- Objetivo da tarefa: Promover uma ação para divulgação da novela Vitória, da Rede Record, em dois cinemas da Grande São Paulo.[13]
- Vantagem competitiva: Dois atores do elenco da novela à disposição da equipe (Next).
- Equipe vencedora: Next[13]
- Equipe perdedora: Fênix[13]
- Motivo da derrota: Além de a ação em si ser considerada inferior, o material publicitário produzido foi apontado como propaganda negativa.[13]
  - Indicados para a Sala de Reunião: Todo o grupo voltou para a Sala.
  - Opinião dos Conselheiros: Ambos optaram pela demissão de Michele Birkheuer. Cacá Rosset ressaltou a queda de rendimento da candidata ao longo das duas últimas tarefas. Santos, por sua vez, destacou a falta de ideias e de motivação por parte da líder para que a ação de divulgação fosse mais consistente.
- Demitida: Michele Birkheuer, por postura de hesitação e indecisão, segundo Justus.[13]

### Episódio 15 (10–06–2014)
Tarefa 8 (1ª parte)
- Líder da Equipe Next: Priscila Machado
- Líder da Equipe Fênix: Amon Lima
- Desafio do Líder: Responder a um quiz sobre conhecimentos gerais.
  - Vencedor: Amon Lima
- Observações:
  - A Fênix conquistou sua primeira vitória no Desafio do Líder neste episódio, quebrando a cadeia de sete vitórias consecutivas da Next. Porém, como a equipe rival também venceu os dois últimos desafios posteriores, esta é a única vitória da Fênix no Desafio em todo o programa.

### Episódio 16 (12–06–2014)
Tarefa 8 (2ª parte)
- Reestruturação de equipes: Ana Moser foi escolhida por Amon Lima e passou a integrar a Fênix, através da vantagem competitiva obtida pela vitória no Desafio do Líder.
- Objetivo da tarefa: Ajudar moradores de rua através de ações planejadas pela própria equipe.[14]
- Vantagem competitiva: Verba extra de 2 mil reais e o direito de escolher um participante da equipe oposta (Fênix).[14]
- Equipe vencedora: Fênix[14]
- Equipe perdedora: Next[14]
- Motivo da derrota: A ação promovida pela equipe rival foi considerada muito superior, devido ao maior envolvimento com os moradores.[14]
  - Indicados para a Sala de Reunião: Priscila Machado, Christiano Cochrane e Andréa de Nóbrega.
  - Opinião dos Conselheiros: Ambos optaram pela demissão de Andréa de Nóbrega. Renato Santos mencionou sua falta de decisão, enquanto Cacá Rosset a apontou como a candidata que menos participa em cada etapa.[14]
- Demitida: Andréa de Nóbrega, por sua postura pouco participativa nas tarefas e por admitir ter um histórico mais fraco que seus concorrentes.[14]
- Observações:
  - Ana Moser é a única candidata da temporada a mudar de equipe.

### Episódio 17 (17–06–2014)
Tarefa 9 (1ª parte)
- Líder da Equipe Next: Christiano Cochrane
- Líder da Equipe Fênix: Raul Boesel
- Desafio do Líder: Compra e negociação de uma série de itens inusitados em um determinado prazo de tempo, buscando conseguir o melhor preço.
- Vencedor: Christiano Cochrane
- Observações:
  - Os líderes foram maquiados para não serem reconhecidos e a prova foi gravada por eles próprios. Além disso, participaram sozinhos deste desafio, sem ajuda dos outros componentes de suas equipes.
  - Raul Boesel deixou de comprar um dos itens de sua lista, enquanto um item de Christiano Cochrane foi descartado por não possuir nota fiscal. Ainda assim, Cochrane venceu o desafio por ter conseguido um menor gasto na compra.
  - Cristiano teve um total de R$ 532,40 contra R$ 818,99 de Raul Boesel

### Episódio 18 (19–06–2014)
Tarefa 9 (2ª parte)
- Reestruturação de equipes: Ana Moser foi escolhida por Christiano Cochrane e retornou à equipe Next.
- Objetivo da tarefa: Promover um passeio turístico para um grupo de pessoas em um parque ecológico no interior de São Paulo e sugerir melhorias para o turismo da região.
- Vantagem competitiva: Escolher um participante da equipe adversária para equilibrar a quantidade de candidatos nos grupos (Next).
- Equipe vencedora: Next
- Equipe perdedora: Fênix
- Motivo da derrota: A equipe se preocupou demais com detalhes e pecou no que era primordial.
  - Indicados para a Sala de Reunião: Raul Boesel, Amon Lima e Beth Szafir
  - Opinião dos Conselheiros: Ambos optaram pela demissão de Raul Boesel, por seu fraco desempenho como líder.
- Demitido: Raul Boesel, por falhas na liderança e postura de hesitação.
- Observações:
- Apesar do projeto de melhorias ter sido superior, a equipe Fênix falhou bastante no passeio turístico, que era o foco principal da prova.

### Episódio 19 (24–06–2014)
Tarefa 10 (1ª parte)
- Líder da Equipe Next: Ana Moser
- Líder da Equipe Fênix: Beth Szafir
- Desafio do Líder: Montar um álbum com selfies e autógrafos de turistas provenientes dos 32 países participantes da Copa do Mundo FIFA de 2014.
- Vencedora: Ana Moser
- Observações:
  - Beth Szafir esqueceu de pedir a assinatura dos estrangeiros, e tentou falsificá-las, mas Amon Lima não concordou com a líder. Este fator também foi considerado na decisão pela demissão de Beth no episódio seguinte.

### Episódio 20 (26–06–2014)
Tarefa 10 (2ª parte)
- Extinção de equipes: A partir desta tarefa, cada candidato concorre individualmente contra os outros.
- Objetivo da tarefa: Criar ação promocional para aumentar as vendas e o faturamento de pizzarias em São Paulo.
- Vantagem competitiva: Escolha da pizzaria para a realização da ação e bônus de 50% de verba inicial (Ana Moser, Christiano Cochrane e Priscila Machado).
- Vencedor: Amon Lima
- Perdedores: Ana Moser, Beth Szafir, Christiano Cochrane e Priscila Machado
- Motivo da derrota: Ana, Christiano e Priscila apresentaram faturamento inferior ao de Amon Lima, enquanto Beth Szafir infringiu uma regra do dossiê.
  - Indicados para a Sala de Reunião: Ana Moser, Christiano Cochrane e Priscila Machado
  - Opinião dos Conselheiros: Ambos optaram pela demissão de Priscila Machado. Cacá a considerou aquém dos outros dois, enquanto Renato apontou a postura insegura e de pouca confiança da candidata na última tarefa.
- Demitidas: Beth Szafir, por descumprir uma regra do dossiê utilizando contatos pessoais, e Priscila Machado, por perder força e autoconfiança durante a tarefa.
- Observações:
  - Após o término do Desafio do Líder no episódio anterior, Justus anunciou que as equipes Fênix e Next não existiriam mais e que cada candidato disputaria individualmente. O candidato com melhor desempenho iria diretamente para a Final, o de pior desempenho seria automaticamente demitido e os outros três enfrentariam uma Sala de Reunião para definir os outros dois finalistas.
  - Beth Szafir conseguiu a maior ampliação de faturamento entre os cinco participantes, mas como descumpriu as regras do dossiê, foi demitida automaticamente antes da Sala de Reunião.
  - Aprendiz Celebridades é a primeira temporada do programa a apresentar três finalistas ao invés de dois candidatos realizando a última tarefa.
  - A edição é também a única a não apresentar uma reestruturação corporativa completa. As únicas alterações nas composições das equipes originais foram quando Ana Moser e Beth Szafir retornaram à disputa após perderem a dinâmica preliminar e nos Desafios do Líder das tarefas 8 e 9, que envolveram, respectivamente, a vinda de Ana Moser para a Fênix e seu retorno para a Next.

### Episódio 21 (01–07–2014)
Tarefa final (1ª parte)
- Objetivo da tarefa: Produzir eventos beneficentes com tema livre, buscando arrecadar o maior volume de recursos para as entidades defendidas pelos finalistas.
- Formação das equipes: A equipe de Amon Lima foi integrada por Nahim, Nico Puig, Pedro Nercessian e Raul Boesel. O time de Christiano Cochrane contou com Michele Birkheuer, Priscila Machado, Andréa de Nóbrega e Kid Vinil. O grupo de Ana Moser foi formado por Beth Szafir, Mônica Carvalho, Alexia Dechamps e Maria Cândida.
- Observações:
  - Assim como ocorreu na sétima temporada, todos os candidatos retornaram ao programa para ajudar os finalistas, sendo distribuídos em equipes.
  - Os três finalistas precisaram superar dificuldades na realização da tarefa:
    - A equipe de Ana Moser pediu uma parte do prêmio da candidata caso a mesma vencesse a competição. Ela também teve uma baixa na equipe já no início da tarefa: Alexia Dechamps precisou deixar o programa devido a problemas de ordem familiar. Beth Szafir foi hospitalizada em decorrência de uma gripe, mas conseguiu voltar para auxiliar Moser.
    - Christiano Cochrane também acabou a tarefa com um participante a menos no time: Michele Birkheuer foi desclassificada antes do fim da tarefa, pois a produção encontrou um smartphone entre seus pertences; uma vez que é proibido o uso de celulares pessoais, sendo permitidos apenas os telefones fornecidos às equipes pela produção, para uso exclusivo nas tarefas.
    - Amon Lima pensou em desistir do programa por causa do nascimento de seu sobrinho, deixando sua equipe trabalhando sozinha por algumas horas até mudar de ideia e voltar para a execução da tarefa.

### Episódio final (03–07–2014)
Tarefa final (2ª parte)
- Resultado da tarefa: A qualidade dos eventos dos três candidatos foi elogiada, porém Amon Lima conseguiu arrecadar um valor maior e foi considerado vencedor da tarefa.
- Opinião dos conselheiros: Rosset defendeu a vitória de Amon Lima pelo seu crescimento ao longo do programa. Santos escolheu Ana Moser pelo equilíbrio de seu desempenho ao longo do processo.
  - Vencedora: Ana Moser, por juntar as características que Justus considerava fundamentais: performance, coerência, determinação e equilíbrio.
- Demitidos: Christiano Cochrane e Amon Lima. Justus não especificou a colocação dos dois artistas e apenas anunciou a vitória de Ana Moser.
- Observações:
  - Devido à ausência na tarefa em decorrência de um problema familiar, Alexia Dechamps não esteve presente na final.
  - Por ter sido escolhido em uma enquete no site oficial do programa pelo público como o candidato que deveria vencer, Amon Lima foi premiado com um carro após o anúncio da vitória de Ana Moser.

## Resultados
| Celebridade         | Equipe¹  | Equipe¹  | Equipe¹  | Equipe¹  | Resultado             | Recorde como líder                                   |
| Celebridade         | Tarefa 1 | Tarefa 2 | Tarefa 8 | Tarefa 9 | Resultado             | Recorde como líder                                   |
| ------------------- | -------- | -------- | -------- | -------- | --------------------- | ---------------------------------------------------- |
| Ana Moser           |          | Next     | Fênix    | Next     | Vencedora             | 1–1 (vitória na tarefa 7, derrota na tarefa 3)       |
| Amon Lima           | Fênix    | Fênix    | Fênix    | Fênix    | Demitido na Final     | 2–0 (vitória nas tarefas 2 e 8)                      |
| Christiano Cochrane | Next     | Next     | Next     | Next     | Demitido na Final     | 2–1 (vitória nas tarefas 6 e 9, derrota na tarefa 2) |
| Priscila Machado    | Next     | Next     | Next     | Next     | Demitida na tarefa 10 | 1–1 (vitória na tarefa 4, derrota na tarefa 8)       |
| Beth Szafir         |          | Fênix    | Fênix    | Fênix    | Demitida na tarefa 10 | 1–0 (vitória na tarefa 5)                            |
| Raul Boesel         | Fênix    | Fênix    | Fênix    | Fênix    | Demitido na tarefa 9  | 1–1 (vitória na tarefa 3, derrota na tarefa 9)       |
| Andréa de Nóbrega   | Next     | Next     | Next     |          | Demitida na tarefa 8  | 0–1 (derrota na tarefa 5)                            |
| Michele Birkheuer   | Fênix    | Fênix    |          |          | Demitida na tarefa 7  | 0–1 (derrota na tarefa 7)                            |
| Mônica Carvalho     | Fênix    | Fênix    |          |          | Demitida na tarefa 6  | 0–1 (derrota na tarefa 6)                            |
| Nahim               | Next     | Next     |          |          | Demitido na tarefa 5  | 1–0 (vitória na tarefa 1)                            |
| Pedro Nercessian    | Fênix    | Fênix    |          |          | Demitido na tarefa 4  | 0–1 (derrota na tarefa 4)                            |
| Maria Cândida       | Next     | Next     |          |          | Demitida na tarefa 3  |                                                      |
| Kid Vinil           | Next     | Next     |          |          | Demitido na tarefa 2  |                                                      |
| Nico Puig           | Fênix    |          |          |          | Demitido na tarefa 1  | 0–1 (derrota na tarefa 1)                            |
| Alexia Dechamps     |          |          |          |          | Eliminada             |                                                      |

Nota 1: Como o formato de episódios de Aprendiz Celebridades é diferente do apresentado nas temporadas anteriores, a tabela apresenta as configurações de equipe de acordo com as tarefas exibidas.